# 多爾西 (伊利諾伊州)
多尔西（英語：Dorsey）是位於美國伊利諾伊州麥迪遜縣的一個非建制地區。該地的面積和人口皆未知。

## 地理
多尔西的座標為38°58′25″N 90°00′05″W / 38.97361°N 90.00139°W，而該地的平均海拔高度為179米（即587英尺）。